# Pheidonocarpa
Pheidonocarpa es un género monotípico de plantas herbáceas perteneciente a la familia Gesneriaceae. Su única especie Pheidonocarpa corymbosa (Sw.) L.E.Skog, es originaria del Caribe.

## Descripción
Son  plantas herbáceas perennifolias sufrutices. Los tallos leñosos, erguidos o decumbentes. Las hojas opuestas, con pecíolos cortos, la lámina es rígida, escabrosa. Las inflorescencias son axilares y está compuesta de muchas flores; pedúnculadas. Sépalos connados en la base. Corola pilosa zigomorfa, tubo ventricoso con la extremidad bilabiada. Los frutos son secos, en forma de cápsula pilosa, dividiéndose en dos válvas desde el vértice rostrado. El número de cromosomas : 2n = 28.

## Distribución y hábitat
Se distribuyen por la región del Caribe en Cuba y Jamaica. Sus hábitos son similares al género Gesneria.

## Etimología
El nombre del género deriva de las palabras griegas φειδον,  pheidon = aceitera , y καρπος,  karpos = fruto, aludiendo a la característica de la fruta.

## Taxonomía
La polinización es realizada, probablemente, por colibríes. El género se diferencia de Gesneria y Rhytidophyllum en las hojas decusadas, el ovario que es semi-ínfero y en el fruto rostrado. Al parecer, se encuentra entre las tribus Gloxinieae y Gesnerieae.

## Variedades
- Pheidonocarpa corymbosa subsp. corymbosa
- Pheidonocarpa corymbosa subsp. cubensis

## Sinonimia
- !Gesneria corymbosa Sw. basónimo[1]